# 長沢新町駅
長沢新町駅（ながさわしんまちえき）は、山梨県南巨摩郡増穂町 （現・富士川町）長沢にあった山梨交通電車線の駅である。

## 概要
坪川を渡って増穂町（現在の富士川町）に入り、長沢集落の中心部に入る直前にあった駅で、1面1線の棒線駅であった。
1959年（昭和34年）8月14日に県内を通過した台風7号により、前駅の荊沢駅との間で路盤が流出し、一時不通となった。
ここから先、線路は盆地特有の天井川となっている利根川を隧道でくぐっていた。この隧道は全線に渡って平坦な盆地内を走る当線では唯一のものであった。

## 歴史
- 1930年（昭和5年）8月6日：開業。
- 1959年（昭和34年）8月14日：台風7号により荊沢駅との間で路盤が流出、不通となる。のち復旧。
- 1962年（昭和37年）7月1日：路線廃止により廃駅。

## 廃線後の状況

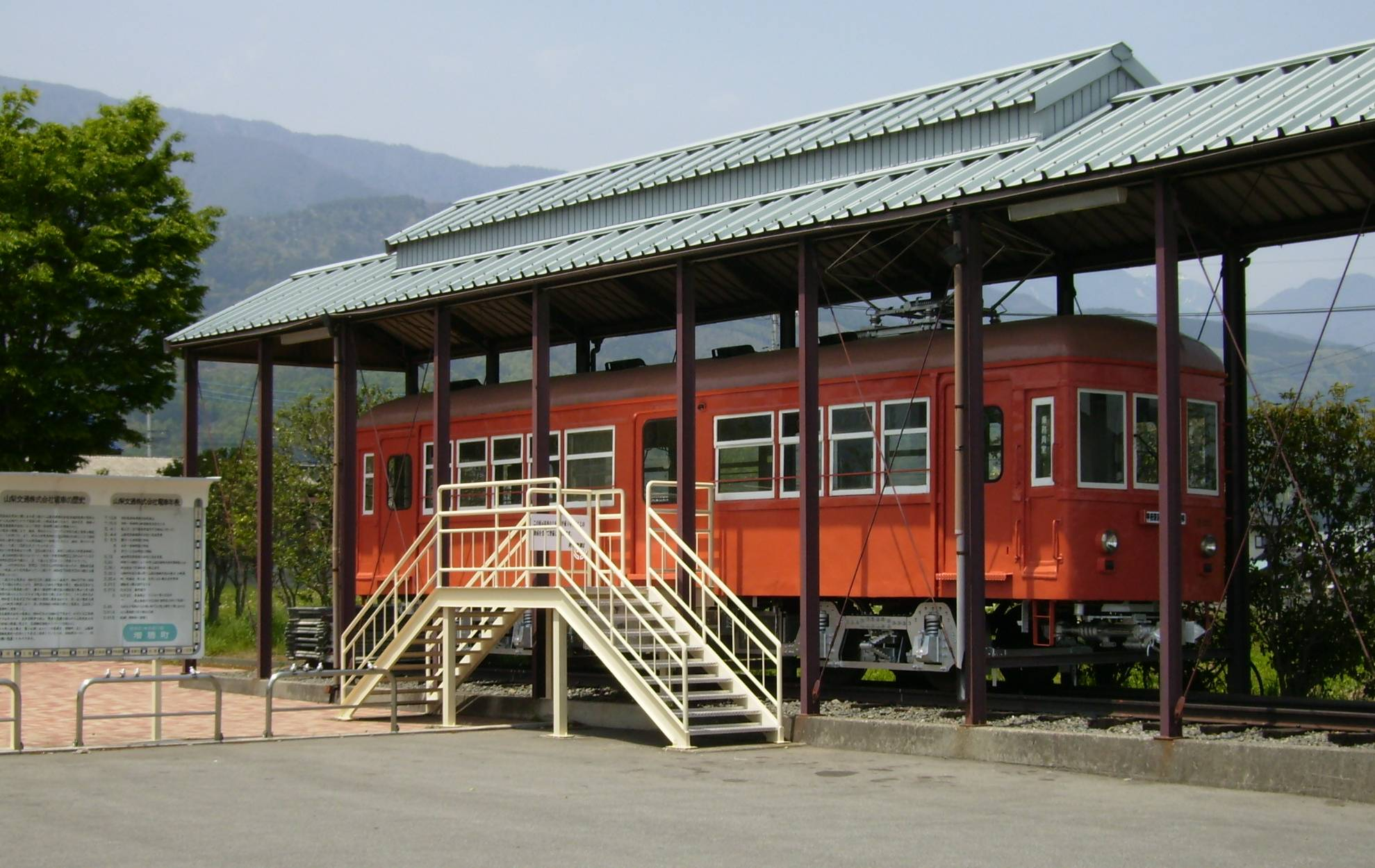
利根川公園に保存されているモハ8
前面は江ノ島電鉄時代のままである

専用軌道の跡地である「廃軌道」上、上行ここが駅跡であることが推定できる。
駅の南にあった利根川をくぐる隧道は、後に利根川が改修されて天井川から通常の川となったため取り壊され、現在は見ることが出来ない。なお、利根川改修の際に北側の河川敷に「利根川公園」が開設され、江ノ島電鉄で廃車された後に里帰りした当線のモハ8が静態保存されている。

## 隣の駅
山梨交通
電車線
荊沢駅 - 長沢新町駅 - 長沢駅